# Unione delle Terre di Mezzo

L'unione dei Comuni delle Terre di Mezzo nasce il 19 settembre del 2001 e conta una popolazione di 11 862 abitanti. 
Unisce i Comuni di Botrugno, Giuggianello, Nociglia, Sanarica, San Cassiano e Surano, in provincia di Lecce.
I sei Comuni si trovano nel Salento meridionale, sul versante est del cosiddetto tacco d'Italia nell'entroterra salentino, ma non distanti dalle coste adriatiche e ioniche.
Le finalità e i servizi accentrati sono indicati nell'apposito statuto.